# Ingezonden brief
Een ingezonden brief (ook wel lezersbrief in sommige contexten) is een brief naar een publicatie aangaande zaken die de lezers van importantie vinden. Ingezonden brieven worden meestal verstuurd met het oogmerk gepubliceerd te worden. 
Ingezonden brieven worden meestal geassocieerd met kranten en (opinie)-tijdschriften, maar kunnen ook naar andersoortige periodieken gestuurd worden zoals televisie- en radiostations, in het laatste geval worden de brieven voorgelezen.
Tegenwoordig kunnen ingezonden brieven zowel per traditionele post als per e-mail ingestuurd worden.  

## Onderwerpen
Er is een enorme variëteit aan onderwerpen van ingezonden brieven, maar de meestvoorkomende onderwerpen zijn de volgende:
- Het ondersteunen of bestrijden van een redactionele mening, of het reageren op een andere ingezonden brief
- het becommentariëren van een lopende zaak die door een overheid of andere autoriteit in overweging wordt genomen (variërend van de aanleg van een snelweg, CAO-standpunten tot het deelnemen aan een oorlog)
- Opmerkingen over een in de publicatie verschenen artikel, zowel van kritische als prijzende aard;
- het corrigeren van een (in de ogen van de briefschrijver) gemaakte fout of misrepresentatie in de publicatie.

## Eigenschappen
Ingezonden brieven hebben de neiging vrij kort te zijn, gezien de beperkte ruimte die in de meeste publicaties beschikbaar is voor brieven. Veel kranten en tijdschriften stellen specifieke woordlimieten voor een ingezonden brief, en verbinden vaak andere voorwaarden, vaak worden anonieme brieven niet toegestaan.

## In online media
Sinds veel media op het internet actief zijn, is de ingezonden brief vervangen door reactiepanelen. Opvallend hierbij is dat de mate van moderatie veel minder strikt lijkt te zijn dan in traditionele media.